# 2019冠状病毒病马来西亚疫情相关争议
2019年冠状病毒病马来西亚疫情相关争议，介紹2019冠狀病毒病马来西亚疫情引發的相關爭議。

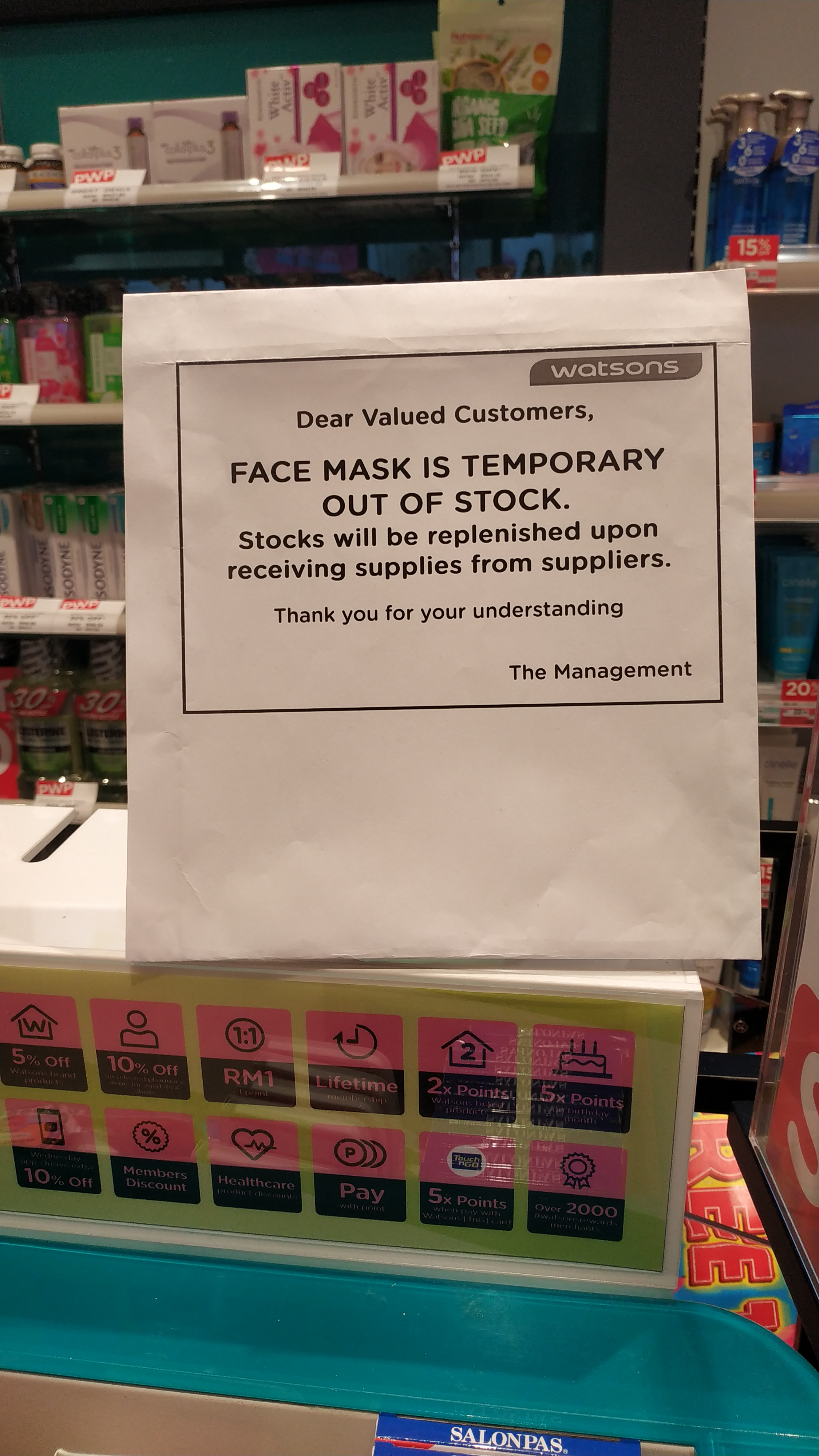
马来西亚出現口罩脱銷，在吉隆坡华友花园的一家屈臣氏藥房，店員貼上告示，可见所有口罩已沽清

## 中国家庭拒絕隔离
2020年1月24日晚上10时，一对中国夫妇带着2岁的孩子到新山苏丹后阿米娜医院（中央医院）求诊，院方诊治时发现孩童出现新型冠状病毒的病征，要求将孩子送往淡杯柏迈医院的隔离病房以作进一步检查。该这对夫妇原先到私人医院求诊，惟院方后来建议他们前往中央医院。不过，当夫妻俩获悉孩子须隔离检查后，拒绝医生的请求，以赶上隔日回广州的航班。负责医生过后针对此事向新山南区警区报案。他们之后于25日在机场被警察逮捕，并交给柔佛州卫生局以采取进一步行动，也被带往医院进行隔离检测。

## 口罩不足和价格引起的爭議
自砂拉越州民都鲁出现疑似病例后，砂拉越各药房便开始出现民众抢购口罩、备有消毒功效的喷雾、洗手液、沐浴露等产品。其他地区也面临口罩断货的情况。为此，马来西亚国内贸易及消费人事务部于1月28日表示正密切關注口罩的供給問題，且警告商家勿趁口罩短缺之際坐地起價，否則將受該部的嚴厲對付。部分药店如康宁药剂行（Caring Pharmacy）为了避免一些顾客一次性大量购买，同时考量到其他客人的需求，规定顾客一次最多只许购买1盒口罩。
2月2日，雪蘭莪州一商家因私自提高口罩售价而遭贸消部执法组检举充公货物，并会援引制品法令进行调查。
3月19日，政府宣布口罩顶价为2令吉，以解决口罩严缺问题，引起坊间不满。

## 清真寺一度拒非穆斯林参访
位於布城的布特拉清真寺和端姑米占再納阿比丁清真寺、及吉隆坡的聯邦直轄區清真寺則宣布因應新型冠狀病毒暴发，即日起暫停開放予非穆斯林進入參觀，只允許穆斯林進入禮拜。對此，首相马哈迪·莫哈末稱這並非政府下的指令，旅遊部長莫哈末丁·可达比則對此舉表示批評，並稱將會與有關單位溝通，要求他們解除禁止非穆斯林參觀清真寺的禁令。這三所清真寺後來皆重新開放予非穆斯林進入參觀。

## 柬埔寨質疑誤診争议

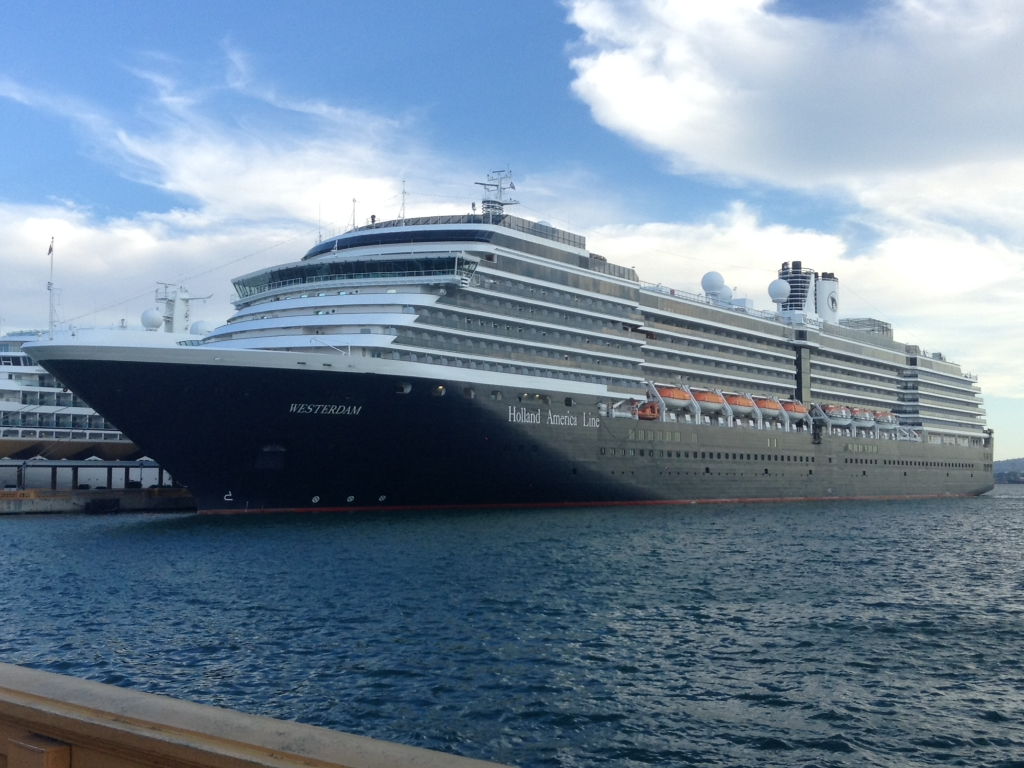
威士特丹號

2020年2月14日，威士特丹号邮轮上的145名乘客从柬埔寨西哈努克港下船后，乘搭美国政府的包机飞往吉隆坡国际机场再转机回美国。2月15日，这批乘客中到达吉隆坡后，其中的一名83岁美国妇女在马来西亚卫生部检验中发现有发烧症状，之后在新冠肺炎病毒的检测中呈现阳性反应。柬埔寨首相洪森和邮轮公司接获消息后，要求马来西亚重新检测，经2次检测后结果相同，15日正式纳入大马第22宗确诊病例，隨即妇女被送往雙溪毛糯醫院進行檢查，丈夫的測試樣本則對新冠病毒呈陰性反應。当时，马来西亚前副首相旺阿兹莎在2月16日时向记者表示，马来西亚对威士特丹号上的83岁美国妇女一共进行了两次检验，结果依旧呈阳性，才敢宣布确诊。而柬埔寨首相洪森一直对检测结果存疑，甚至在公开活动上二度对此提出质问。
2月21日，副首相兼天灾管理机构主席拿督斯里旺阿兹莎在新闻发布会指出，在最近2次的检测中，确诊的美国妇女体内已经沒有新冠肺炎病毒，但还有咳嗽的现象，还需要留院观察治疗。柬埔寨卫生部接获消息后通过外交部批评马来西亚的卫生部「误诊」，导致邮轮乘客感到不必要的恐惧。同日，柬埔寨首相洪森在Facebook上表示，检测结果给柬埔寨和邮轮上的所有乘客讨回了公道，并严厉批评马来西亚当局的疏忽，更暗示「如果我是马来西亚首相就会开除卫生部长」。马来西亚卫生总监拿督诺希山对此解释，在15日的2次检测确诊后，经由72小时的治疗病情才好转，另外再进行2次相隔24小时的检测后，才呈现阴性反应，表示最初的检测结果无误。
2月24日，洪森在电视直播节目上表示「如果她（美国妇女）治愈，那么全世界应该向马来西亚学习。72小时就能治愈新冠肺炎病毒，这是令人钦佩的奇迹。」并建议邀请马来西亚驻柬埔寨大使对话。

## 卫生部遭抨欠透明
鉴于马来西亚国内新冠肺炎病毒在2020年3月10日已突破百人大关，同时社交网络上的假消息太多也多次引起恐慌，民间要求卫生部公开確诊患者行蹤的声音也逐渐增加。卫生部总监诺希山对此强调，该部只能公布患者性别和年龄，其他个人资料属于秘密，引起民众质疑卫生部做法欠缺透明。3月10日，卫生部新任部长拿督斯里阿汉峇峇正式上任后，网民再次要求衛生部效仿邻国新加坡作法，向大众公开患者行踪，以便采取预防指施。

## 聽天由命論
妇女部副部长茜蒂再拉在新冠肺炎爆增時，依旧提出要检讨空姐制服，更说出"性侵是暴力，童婚是祝福"等言论引起民众不满。3月15日，新冠肺炎疫情暴增190起后，她更在推特上上载此推文：
|  | Kemungkinan kita mati kerana virus Corona adalah 1% sahaja, ada pun kemungkinan kita mati pada bila bila masa adalah 100%. Perbaharuilah iman kita dan bertaqwalah kepada Allah, sesungguhnya kematian adalah suatu yang benar, ia datang tanpa diduga. ---Siti Zailah |

翻译：
人因新冠肺炎而死的几率只有1％，但人隨時死去的可能性是100％。所以自新信仰，畏敬真主，人終一死，旦夕莫測。——茜蒂再拉
其意为呼吁「人民应该听天由命，所有人都是会死」的推文，引发大量网民在她的推特上炮轰，导致她的推特在舆论压力下被迫关闭。

## 温水消灭病毒论
马来西亚卫生部长阿汉峇峇曾在接受国营电视台(RTM)的访问时，提到温水可以消灭新冠肺炎病毒。他表示说要喝温水，因为病毒不喜欢温暖的东西，但他也同时提醒说水不要太烫。并且在电视机里示范了如何喝温水。但是这种说法却引来多方质疑，前卫生部长李文才更是表示，消化道和呼吸道是两个不同的管道，因此喝温水并没有杀死新冠病毒的效果。世界卫生组织（WHO）也驳斥了这一主张，并指出，尽管保持饮用水中的水分对整体健康很重要，但不代表它能够预防及保护一个人被冠状病毒感染。卫生总监诺希山随后驳斥了阿汉的声明，并评论说卫生部对患者的治疗和管理方法始终基于科学证据。

## 台湾节目《关键时刻》针对马来西亚疫情的不当言论
3月28日，親民黨员李正皓在台湾政论节目《關鍵時刻》针对东南亚的2019冠状病毒病疫情作出讲解与分析。在谈及马来西亚的情况时，李正皓在节目中发表馬來西亞開始實行宵禁、大馬警方大張旗鼓抓犯人，並擔心被傳染而強制要犯人戴上口罩，還稱醫護人員隨便用塑膠袋製成個人防護用品，大馬因新冠肺炎而病逝的病人遺體太多，無法及時火化，而深夜在路邊隨便埋葬遺體的言论。以上言论传出后引发马来西亚网友不满，要求节目组道歉。3月28日，製作單位已把節目片段從網路撤下，並發表道歉聲明。李正皓随后在面子书上公开在节目上的逐字稿，并对此发表道歉文，表示“尽可能贴近事实、找出第一手的资讯来源，并且尽可能把资讯完整呈现在观众面前。如果确定的部分我会下肯定句；不确定的部分我会说我不确定或是不知道，而在我这段发言中我也谨守了这个尺度。”但是，李正皓的道歉文被批评毫无诚意。马来西亚马华公会总秘书张盛闻对此向驻马来西亚台北经济文化办事处提出抗议。李正皓29日在面子书上二度发文道歉。马来西亚歌手黃明志也列出7點反駁，要求李正皓為自己的發言負責。

## 婦女部提出女性應模仿哆啦A夢聲調對丈夫撒嬌論
馬來西亞婦女部在行動管制期間，其中3月末在社交媒體上，推出已婚女性避免唠叨、應模仿哆啦A夢對夫撒嬌、女性在家應衣裝端莊等“可照顾女性形象和家庭和谐”的“贴士”和“忠告”海報，指導女性如何順從男性，避免家庭衝突。隨即招徠朝野女性議員抨擊，認為宣揚父權、推崇女德、增強性別偏見。婦女部隨後緊急撤下，辯稱海報只是希望在家庭溝通間加入幽默元素。

## 高官集體用餐事件
2020年4月17日，马来西亚因新冠肺炎疫情而实施行动管制令期间，诺阿兹米身为卫生部第一副部长在脸书上传数张在玲珑一间背诵古兰经学校与霹雳州行政议员等数人聚餐的照片，引起网民讨伐，纷纷留言谴责诺阿兹米聚餐行为已违反行动管制令。诺阿兹米对此在4月20日公开道歉。4月28日，诺阿兹米正式被控上法庭，成为首位因违反行动管制令的标准作业程序而被控的现任部长。他被处于根据2020年传染病预防和控制法令下，被罚款1000令吉。

## 《半岛电视台》报导歧视外劳纪录片争议
2020年7月3日，卡塔尔半岛电视台播出的纪录片《在大马封城时被禁锢》（Locked Up in Malaysia's Lockdown），批评大马在新冠肺炎疫情期间，以種族主義对待非法移民的方式，包括指控大马政府让儿童带上手铐，引起广泛爭議。
马来西亚国防部高级部长依斯迈沙比里对此狠批半岛电视台歪曲事实，盲目指控大马对待非法移民的方式。通讯及多媒体部赛夫丁阿都拉宣布，将对半岛电视台报导展开调查，并致函向半岛电视台提出抗议。卫生部长阿汉峇峇在推特上对此强烈否认半岛电视台的指控，表示大马沒有歧视外劳。马新社主特人苛莉娜柏菲拉维批评半岛电视台愚蠢（Jahiliyah）和要求对方闭嘴。
7月7日，马来西亚皇家警察全国总警长阿都哈密·巴多尔表示，在接获多项相关投报后，将援引《刑事法典》和《煽动法令》调查此事。马来西亚移民局也发表文告，传召一名在纪录片中发表不实言论的孟加拉籍的非法外劳助查。马来西亚内政部长韩沙再努丁则重申当局将按照公众的“愿望”行事，并对非法外劳的问题表示「如果他们想在这里工作，则必须持有许可证和有效证件。」
7月9日，半岛电视台称在纪录片播放后，职员的人身安全受到威胁，并已经报警处理。同日，马新社宣布已对该台主特人苛莉娜柏菲拉维批评半岛电视台的言论采取纪律行动。7月10日，半岛电视台職員，包括电视台记者、摄影师、编辑及剪接师在内的6人被警方传召调查后，引起国际人权组织、国内外新闻团体和社运人士批评，呼吁大马当局停止对新闻专业进行的调查和对外劳的打压行动。同日，半岛电视台也发文告捍卫其纪录片和报导内容，并要求大马政府反驳其新闻内容，但大马当局沒有回应此要求。该纪录片随后获得国际肯定，并入围英国2020年新冠肺炎报导奖。而指控马来西亚不人道对待外劳的孟加拉籍男子则列入黑名单，并永久驱逐出境。

## 纳吉支持者违法聚集与警方执法双重标准
2020年7月28日，受到全国注目的马来西亚前任首相纳吉·阿都拉萨涉及7项挪用SRC国际私人公司资金案进入宣判阶段，吸引国内外众多媒体在现场报导和直播，纳吉支持者则对此号召全国民众到场声援。当天早上，来自全马各地的许多支持者聚集在吉隆坡法院大厦外等待，之后沿途步行陪同纳吉前往吉隆坡法庭大厦，包括执政党国盟、马华公会和许多部长级政党领袖和成员也到场声援纳吉，导致吉隆坡法庭外人群汹涌。警方最初估计有近千人到场，后来估计只有600至700人出席，新加坡《联合早报》则报导指有3000人。警方对此派遣近200名警员到现场戒备，奉劝聚集群众遵守社交距离规定。
但是，在媒体发布的现场图片中，许多参与集会者都未遵守政府拟定的防疫标准作业程序（SOP）的社交距离规定，引起国内民众和国会议员担忧恐再次爆发新一波集体感染疫情。同时舆论也广泛批评集会者违反防疫标准作业程序，更批评警方对违反社交距离规定的执法持双重标准。
7月29日，多名反对党议员和领袖对此发文，批评包括纳吉本人和其支持者违反社交距离法令。卫生总监拿督诺希山也在推特回复马新社的推文中表示，他对大批支持者违反卫生部标准作业程序（SOP）的情况下在法庭外群聚的行为，感到失望及难过。诺希山随后在媒体对新冠肺炎应对措施对话会上表示，将紧密观察接下来两周内的确诊病例会否激增，若病例增加不排除会重新实施行动管制令。马来西亚卫生联盟促请政治人物应该以身作则避免群聚，并对参与集会者公然违反防疫标准作业程序表示失望。
对于批评警方执法争议方面，由于此前警方在对付违反标准作业程序的民众皆施于严厉罚款1000令吉和控上法庭的执法态度。但在集会现场的警员则鸣笛劝导和提醒集会者遵守社交距离规定，与此前的执法态度产生鲜明对比。集会当日，武吉阿曼刑事调查局副总监米奥法立表示在接到民众投报后，也发表会对违例者开出罚单的声明。但是，全国副警察总长拿督玛兹兰在29日采访中解释，警方是在获得集会者会遵守社交距离规定的口头承诺才沒有采取行动。同时也指出，当日没有任何人被拘捕，也沒有开出一张罚单。玛兹兰随后强调，警方已就此事援引2012年和平集会法令以及1988年传染病预防和控制法令进行调查，并将在近期传召集会召集人录供。1个星期后，警方宣称已传召9人录取口供，并在8月5日将调查报告提呈吉隆坡检察官办公室。但案件至今无人被罚或控上法庭。

## 卫生部失误与部长特权

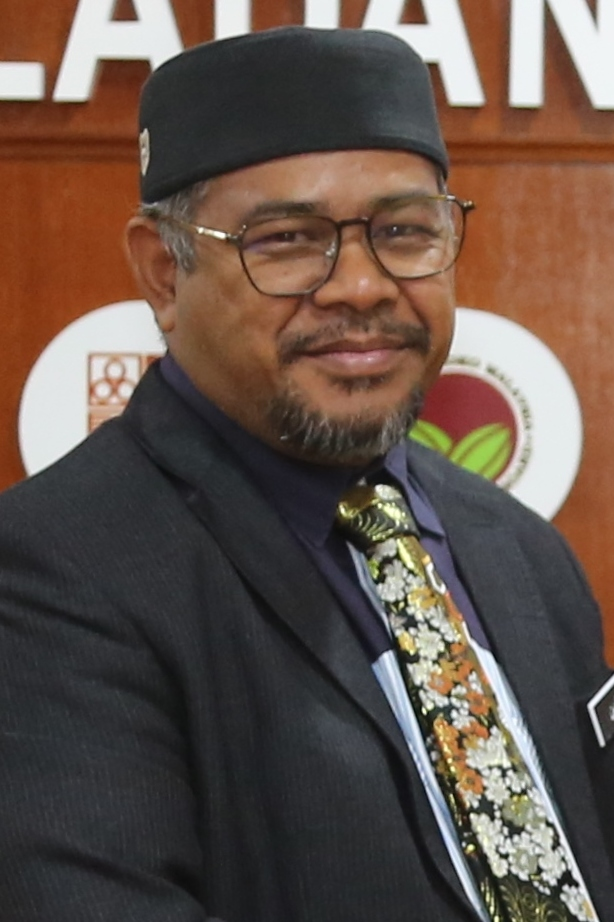
原产业部长拿督莫哈末凯鲁丁

2020年8月18日，原产业部长拿督莫哈末凯鲁丁在参与国会辩论时，被郭素沁揭露他在7月3日到访过土耳其，回国6天后即7月13日就出席国会，期间还出席12场活动及会议，质问他为何沒有遵守14天强制隔离措施。莫哈末凯鲁丁随后接受媒体采访时表示，他在7月7日抵达吉隆坡国际机场已经耗时5个小时进行检测，结果呈阴性，还辩称土耳其当时被归类为绿区国家，而土耳其当时疫情比马来西亚还严重，引起各方批评。而隔离措施条例阐明，任何人从国外回国，都必须接受检测，即使检测呈阴性，也需要强制隔离14天。在被隔离13天后，必须再次接受检测，只要结果呈阴性，才能外出，反之则送往医院治疗。
莫哈末凯鲁丁行为引起公愤和讨伐，网民和政党人物对此质问国盟政府是否部长就享有特权，无需强制隔离，同时要求国家安全理事会对此解释，是否持双重标准执法。行动党对此兵分三路报警，促请调查凯鲁丁违反行为。卫生部对此也宣布展开调查。
莫哈末凯鲁丁直到20日才现身在瓜拉登嘉楼的民防部队的授勋仪式，他在接受相关采访时沒有正面回应，只强调一切等待卫生部和首相厅的声明。网民对此发起联署请愿，超过5万人响应要他辞职。凯鲁丁21日再次辩称他已进行了3次检测，其中1次在8月13日进入国家王宫觐见国家元首时，结果都呈阴性。网民对此再次狠批国盟政府双重标准，点出之前国家元首苏丹阿都拉和首相尤慕丁都因接触相关患者自行隔离14天，质问凯鲁丁凭什么可以耍特权。讽刺的是，他在8月4日在面子书贴文中，斥责吉打的锡沃根加感染群之所以爆发，就是因为不遵守SOP所致。对此，网民群起涌入该篇帖子责骂凯鲁丁，该帖子随着被删除。卫生部于8月22日发表声明，指凯鲁丁已在8月7日缴付了1000令吉罚款。凯鲁丁也宣布将自己5月至8月的薪资，全部捐赠给卫生部的新冠肺炎基金会，并向所有人公开道歉。网民对此批评卫生部不公平。希盟议员纷纷再次讽刺国盟政府执法双重标准，更质疑卫生部是被迫发表声明。卫生总监诺希山表示，卫生部高层官员都是在媒体爆出来后，才知道凯鲁丁没有遵守隔离令，因此他呼吁前线人员要如实向上禀报，并将案件全权交给警方调查。 
唯警方的调查进展缓慢再次引起诟病。警方在提呈他的调查报告后，先后两度被总检察署退回，勒令完善调查报告。最终总检察署于10月21日宣布卫生部沒有派发居家隔离表格给他，因此没有充分的违反证据为由，将案件列为NFA（No Further Action），宣布不会对没有进行居家隔离的莫哈末凯鲁丁采取任何行动。凯鲁丁案件也评为是国盟政府典型的双重标准。
11月24日，沙巴立新党根地咬区国会议员杰菲里吉丁岸被反对党希望联盟议员举报他在一个星期前返回沙巴出席州议会后，并没有遵守进行14天隔离措施就出席国会参与《2021年财政预算案》的辩论，要求国会下议议长指示他离开议会厅。杰菲里向国会秘书的报告，他是获得驻国会诊所的医生批准，才出席国会会议。希盟议员们质疑驻国会诊所的医生，越权作出违反卫生部指示，而放行杰菲里。议长阿兹哈阿兹占随后还是指示杰菲里离开议会厅，以等待卫生部等相关部门厘清。杰菲里离开国会后出示卫生部在本月23日发出的解除隔离信，力证是卫生官员让他出席国会。网民对此嘲讽该事件是「凯鲁丁案件2.0」。民主行动党议员隔日在下议院动议，要求将违反居家隔离14天措施的杰菲里吉丁岸交由国会特权委员会查办。

## 马六甲州警方与卫生局执法争议
2020年10月25日，时任马六甲首长苏莱曼莫哈莫阿里在面子书专页上传一组照片，图中显示了苏莱曼在没戴口罩下，与同样没戴口罩的甲州议长拿督斯里拉勿夫共骑一辆摩哆，还有一群州行政议员跟随其后。州议员们还陪同甲州首长苏莱曼巡视天猛公路时，也被人拍到没戴口罩，以及没有遵守人身距离，还非法泊车，被网民口诛笔伐。这些照片在社交媒体广传后，遭到网民连串炮轰。苏莱曼对此急速删贴，不过，有关贴文已被网民截图及转发。
哥打拉沙马那州议员刘志俍对此在10月26日向警方投报。但是，刘志俍接获警方回覆，指两人被拍的时间，并非警方在采取执法行动的时间，为此建议刘志俍寻求卫生局的谘询。刘志俍之后询问卫生局时，对方也让他询问警方，令他极感不满表示「如果连人民代议士报案都面对像球一样被当局踢来踢去，更何况是一般人？」他促请政府交代，在对付违反防疫标准作业程序的行动上，究竟是哪个单位负责。马六甲州防范罪案及社区安全组主任马永来事后回复，表示警方已在当天下午针对刘志俍的投报开档调查2位政府高官周在公共场合没有戴口罩的指控。
12月13日，马六甲州体育理事会举办「与甲州元首晨跑」活动，超过250名非政府组织和青年及体育委员会成员与甲州元首敦莫哈末阿里一同晨跑，大部份参与者与嘉宾的防疫措施皆做得不到位。

## 反應與影響

### 2020年1月
馬來西亞獸醫服務局則澄清該國並未入口產自武漢的家禽、肉類或海鮮。1月24日，亞航和馬印航空宣布停飛來往馬來西亞與武漢的班機。另外，作為全球最大橡膠手套出產國，馬來西亞橡膠手套製造商協會表示該會成員已接到來自中國的緊急進購請求，而他們將盡全力增產以應付龐大的需求量。
1月24日，馬來西亞一天內確診四起新型冠狀病毒肺炎病例，有大馬民眾發起網上請願書，以遏止疫情擴散為由要求政府禁止中國公民入境馬來西亞。對此，首相马哈迪·莫哈末回應稱大馬暫時沒有禁止中國公民入境的計劃，同時也不可能對所有入境的中國公民進行隔離。1月26日，馬來西亞最高元首蘇丹阿都拉及元首后东姑阿兹占阿米娜發表文告呼籲國民緊守時事並遵循有關單位的防疫指示，及重視自身的健康與安全。同日，副首相旺阿茲莎主持高層緊急會議，商討國內新型冠狀病毒肺炎疫情與應對措施。馬印航空則於當天發表文告表示該公司一架從吉隆坡飛往鄭州市的航班上有來自湖北省的乘客疑似感染新型冠狀病毒，機上六名機組人員將留在鄭州接受隔離觀察14天。
馬來西亞運動員則宣布退出原定於2月12日在杭州市舉行的亞洲室內田徑錦標賽，該賽事後來被確認取消。
1月28日，最高元首蘇丹阿都拉諭令全國清真寺舉辦祈禱會（Solat Hajat），祈求上蒼庇佑國家和人民免於疾病侵襲，同時也祈願受災地區的診治與防疫工作皆能夠順利完成。而部分吉隆坡一带的旅巴业者也拒绝载送武汉或湖北的游客。
1月30日，沙巴州政府宣布停飞所有往返中国的航班，直到疫情好转为止。州政府表示，比起会带给沙巴旅游业的打击，沙巴州子民的健康与福祉是州政府更关注的。中国驻马来西亚大使白天对此感到很伤心，并希望沙巴州政府能够重新考虑他们所做的决定。

### 2020年2月
2月1日，据媒体报道，在中国内地发展，来自柔佛州峇株巴辖县的尤长靖捐款20万人民币支援武汉控制疫情，而光良也捐款给“韩红爱心慈善基金会”。
2月7日，政府表示并不禁止马来西亚境内公共场所举办的活动。同日，实达集团通过文告宣布取消原配合元宵，于生态花园（Setia Eco Gardens）销售厅举行的元宵特备节目。同日大马衍生产品交易所也发文告表示展延原订于3月2日至4日举行的2020年棕油和月桂油价格展望会议及展览（POC2020），改为6月22至24日举行。
由星洲日报、新纪元大学学院、马来西亚书艺协会、富贵集团及2020年庚子千人挥春赛工委联办的“风雨同心•收集祝福送武汉”活动也于该日于加影市新纪元大学学院进行。此次活动一共收集了1500个“福”字，并将在之后送往中国驻马大使馆，以为武汉打气。另一边厢，沙巴州约300名中文导游、旅游巴士司机、旅行社及土产店老板和员工，分别于6至7日聚集在亚庇市的3个地标拍摄“中国加油”视频。而沙巴州政府的禁令也使沙巴州的旅游业受到非常大的影响。虽然如此，由于疫情持续扩散，沙巴州政府依旧决定扩大禁令，禁止所有在14天内曾到过中国的人包括马来西亚人入境沙巴州，沙巴州子民除外。沙巴州首席部长沙菲益阿达表示，沙巴州必须做最好的防疫工作，是因为考虑到沙巴州医疗设施不足的问题。
2月8日，国家天灾管理委员会主席兼副首相旺阿兹莎于新闻发布会上说，马来西亚将不会效仿新加坡政府，提升抗疫级别至橙色的措施。
2月10日，卫生部长祖基菲里阿末表示根据该部观察，新冠肺炎有复发的可能性，但目前未从痊愈的确诊病患身上看到这一点，因病患身体已经产生抗体。他同时也表示马来西亚公民暂时不需要实施在家工作的预防手段他也表示全球痊愈者比死亡病例多，加上预计马来西亚的炎热情况可以减少病毒传播，对此呼吁民众应正面看待。
2月11日，祖基菲里在例常记者会表示马来西亚昨日没有新的确诊病例，以及全数患者情况稳定，同时也表示将和新加坡政府成立合作委员会来共同对抗疫情。

### 2020年3月
3月5日，馬來西亞宣佈禁止口罩出口。
3月18日，马来西亚执行行动管制令，有效期为3月18日至3月31日。在这期间，人民不能参与任何社教，贸易和宗教活动，而全国幼儿园，小学，中学，大学等教育机构也被迫关闭。除了重要的部门，各类政府机构也暂停运作。外国游客被限制入境，而回国的大马人也需要进行健康检验和14天的自我隔离措施。行动管制令后来一再延长至5月3日。

### 2020年5月
从5月4日起，馬來西亞行动管制令转为“有条件性行管令”。部分商业活动被允许复工，但是需遵守严格的标准作业程序。跨州移动依然仅开放给有需要的人士。
马来西亚创作鬼才黄明志从5月底开始，在个人Youtube上陆续公布他捐款的视频，以兑现去年他在《4896 FINAL CALL 吉隆坡站倒数跨年演唱会》赚到的钱，要全部捐款出去的承诺。他透过与制作团队纪录新冠肺炎疫情时期需要捐赠的慈善单位拜访记录，向马来西亚合格和可靠的慈善机构进行捐款活动，并推出新创作歌曲《走下去》，后来统计他总共捐出近100万令吉。

### 2020年6月
“有条件行动管制令”在6月9日结束。从6月10日开始，行动管制令转为“复苏式行动管制令”，直到8月31日。美发美容服务在6月10日被允许开业，早市和夜市被允许在6月15日开业。博彩投注站被允许在6月17日重开。中五和高中六学生在6月24日开课，幼稚园在7月1日开课。非穆斯林宗教场所被允许在限制人数的情况下重开。游泳池被允许在6月25日重开。电影院被允许在7月1日重开，会议和研讨会也可以在7月1日之后进行。跨州移动不再受到限制，国内旅游也被允许。大部分的领域恢复运作，不过需要遵守严格的标准作业程序。

### 相关谣言
社交媒体上曾流传一则语音信息指雪兰莪州双威医疗中心一个负责照X光的护士感染了新冠肺炎病毒，并被送去双溪毛糯医院。该信息也警惕公众避免去该处，然而院方于2月6日发表声明表示此信息不实。同日社交媒体也讹传谷中城美嘉广场因出现肺炎病患而被封锁，以进行消毒工作，惟实际上该视频发生在新加坡。
2月11日，社交媒体的不实谣言流传万津一间诊所的医生和护士与患者接触后受到感染，使得4名医护人员被隔离。
3月1日，马新社因错误引用卫生总监拿督诺希山劝请民众在未来10天内远离班底谷及孟沙地区的错误劝告，引起当地居民恐慌。卫生总监拿督诺希山在3月2日的记者会上解释失误后，马新社也在当晚撤除相关报导，并对有关错误报道表示遗憾。
3月6日，社交媒体上谣传吉隆坡武吉免登金三角一带入住大批中国游客的录音，指来自中国的游客因疫情严重到马来西亚避难。对此，柏威年购物广场和时代广场公司发文驳斥该谣言，指过去2天沒有中国游客到访当地，并已向通讯及多媒体委员会和警方投报此事。

### 对付谣言
新冠肺炎病毒在马来西亚发生后，马来西亚通讯与多媒体委员会与马来西亚皇家警察进行紧密合作，严厉监视和对付散播有关新冠肺炎病毒假消息的不负责任人士。对散播假消息者将在刑事法典第505条文被控，一旦罪成可监禁最高2年或罚款，或两者兼施，同时可在1998年通讯及多媒体委员会法令第233条文被控，若罪成监禁最高1年或罚款最高10万令吉，或两者兼施。目前已有数十人在以上法令下接受调查与被控上法庭。
1月28日，雪兰莪州一名34岁网民因1月26日在面子书上载的有关新型冠状病毒疫情虚假内容在住家被逮捕，并在1998年通讯与多媒体法令第233项条文下接受调查和被控。
2月5日，一名前马来报章女记者因在面子书发布新型冠状病毒的假消息，被控抵触3项刑事法典第505（b）（蓄意导致公众恐慌和破坏公众安宁）条文。
2月6日，瓜拉登嘉楼一名椰浆小贩被控在1月27日面子书上发布有关新冠肺炎病毒的不确实消息，指有一名新冠肺炎病患入住苏丹后诺扎希拉医院，此事引起民众恐慌，被控抵触刑事法典第505（b）（蓄意导致公众恐慌和破坏公众安宁）条文。
2月21日，再有4人因散播假新闻被控，其中包括演艺人协会主席杰再迪（原名罗再迪），他在1月27日使用其面子书和推特发布「所有国家都已经禁止中国游客，除了大马」的假新闻，被控抵触刑事法典第505（b）（蓄意导致公众恐慌和破坏公众安宁）条文。
3月26日，现任国际贸易及工业部长阿兹敏阿里的艺人胞弟阿兹万因在网络和个人推特上发布批评和辱骂在布城医院的医护人员的视频，被警方以通讯以多媒体委员会法令第233（1）（a）条文控上法庭。阿兹万俯首认罚后，被判处罚款1万6000令吉，否则判监6个月。